# Philodendron ochrostemon
Philodendron ochrostemon är en kallaväxtart som beskrevs av Heinrich Wilhelm Schott. Philodendron ochrostemon ingår i släktet Philodendron och familjen kallaväxter. Inga underarter finns listade.